# O zlatých mořích
O zlatých mořích (anglicky "On Golden Seas") je krátká sci-fi povídka / satira spisovatele Arthura C. Clarka, která vyšla v ČR ve sbírce Zkazky z planety Země (Knižní klub 1996 a Baronet 1996, 2011 ).
V angličtině vyšla např. ve sbírce Tales from Planet Earth.
Arthur C. Clarke původně pojmenoval tento text "Rozpočtová obranná iniciativa" jako narážku na pojem Strategická obranná iniciativa (lidově "hvězdné války"). 

## Příběh
Prezidentka USA Kennedyová zřídí útvar zvaný Rozpočtová obranná iniciativa. Chce řešit zhoršující se finanční situaci země a rozpočtový deficit hodlá zmírnit pomocí zlata, které se bude těžit z moří.
Doktor Havran navrhuje vysoušení oceánů vodíkovými bombami, tudíž by se zlato i ostatní minerály staly lehce přístupné k dalšímu zpracování. Na otázku možné kontaminace radioaktivitou má pohotovou odpověď: "Má být? Beztak bude schované ve sklepeních bank a bude těžší ho ukrást." Jeho nejpádnějším argumentem je, že bude dostatek vařených ryb k nakrmení třetího světa.
Na stranu projektu se přidává i starosta New Yorku Fidel Bloch, jenž už vidí ulice svého města vydlážděné zlatem. SSSR je proti, ale prezidentka Kennedyová vyhlásí, že se o technologii podělí. Generál Isaacson uspořádá předváděcí akci k uchlácholení žurnalistů. Čtyři roky od prezidentčiného projevu nelze předpovědět budoucnost projektu. A SSSR buduje kolem pobřeží obrovská potrubí.